# Akihiro Tabata
Akihiro Tabata (田畑 昭宏, Tabata Akihiro) est un footballeur japonais né le 15 mai 1978.